# 여인 (영화)
여인(A Woman)은 미국에서 제작된 찰리 채플린 감독의 1915년 영화이다. 찰리 채플린 등이 주연으로 출연하였고 제시 T. 로빈스 등이 제작에 참여하였다.

## 출연

### 주연
- 찰리 채플린
- 에드나 펄비안스